# Abakan (Stadt)
Abakan (russisch Абака́н; von chakassisch für „Bärenblut“, nach anderen Theorien „Bärenfluss“ oder „Fluss der Väter“ [also der Chakassen]) ist eine Stadt in Südsibirien (Russland) mit 165.214 Einwohnern (Stand 14. Oktober 2010). Sie ist die Hauptstadt der Republik Chakassien und liegt am westlichen Ufer des Krasnojarsker Stausees, an der Mündung des gleichnamigen Flusses Abakan in den Jenissei.

## Geographie
Abakan liegt im Vorland des Westsajan auf 250 m Höhe am Ufer des gleichnamigen Flusses, dort wo dieser in den Krasnojarsker Stausee am Jenissei mündet.
Es ist etwa 80 km von Schuschenskoje entfernt, dem ehemaligen Verbannungsort von Lenin. Die nächstgelegene Stadt ist Tschernogorsk 14 km nordwestlich von Abakan. Die Entfernung nach Moskau beträgt knapp 3400 km Luftlinie.

## Geschichte

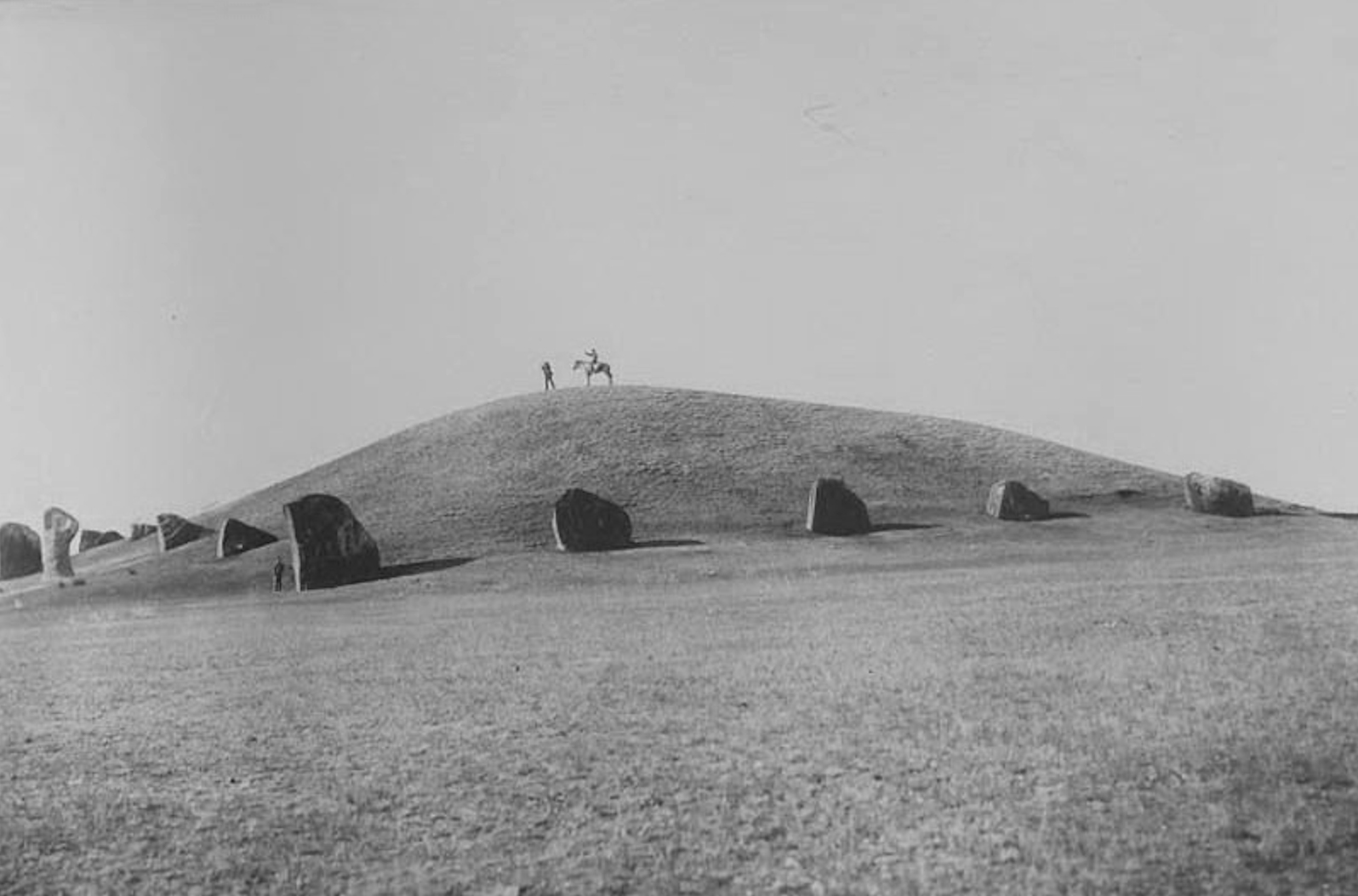
Foto vom Anfang 20. Jahrhunderts des Salbyk-Kurgans bei Abakan aus der Tagar-Kultur mit Steinkreisplatten und Stele auf der Spitze (vor dem Reiter)

Die Region um Abakan ist seit mehreren tausend Jahren besiedelt, wovon archäologische Funde aus der kupfersteinzeitlichen Afanassjewo-Kultur (ab ca. 3500 v. Chr.) mit Felszeichnungen aus dem Minussinsker Becken (auch Chakassisch-Minussinsker Kessel genannt) und der südlich benachbarten Republik Tuwa zeugen. Ihr folgte um 2000 v. Chr. die regionale bronzezeitliche Okunew-Kultur. Drei verzierte Stelen dieser Kultur aus der Nähe, die heute in Abakan ausgestellt werden, sind im oberen Teil des Stadtwappens zu sehen. Danach folgen Funde aus der frühskythischen eisenzeitlichen Tagar-Kultur (ab 9. Jahrhundert v. Chr.) und der Tes-Stufe, beispielsweise der 2001 entdeckte skythische Grabhügel Arschan-2. Der etwa 80 km von Abakan entfernte Salbyk-Kurgan aus der Tagar-Kultur ist 2400 Jahre alt und war ursprünglich 30 m hoch; die Steinplatten wurden von einem dutzende Kilometer entfernten Steinbruch herbeigeschafft. Mit der Taschtyk-Kultur (ab 1. Jahrhundert n. Chr.) kam es möglicherweise zur Etablierung der Turksprachen in der Region, nach ihrem Ende im 8. Jahrhundert n. Chr. wurden in der Umgebung Texte in alttürkischen Jenissei-Runen verfasst, die den südöstlicheren Orchon-Runen nahestehen. Aus der turksprachigen Bevölkerung bildete sich die regionale Ethnie der Chakassen.
Die Stadt geht auf einen 1675 unweit der Abakanmündung von den nach Sibirien vordringenden Russen errichteten Ostrog zurück, der Abakanski ostrog oder verkürzt auch Abakansk (Абаканск) genannt wurde. Wenige Jahre später wurde diese Befestigung auf Grund der Auseinandersetzungen mit den Chakassen zunächst wieder aufgegeben und 1707 unter dem gleichen Namen etwa 70 km flussabwärts neu errichtet (später Dorf Abakanskoje, unweit des heutigen Krasnoturansk). Anstelle des ursprünglichen Ostrogs entstand in den 1780er-Jahren das Dorf Ust-Abakanskoje (Усть-Абаканское, nicht zu verwechseln mit dem Anfang des 20. Jahrhunderts entstandenen Dorf einige Kilometer nördlich, das seit 1933 den Namen Ust-Abakan trägt). Zwischen dem Dorf und der Bahnstation einige Kilometer südlich (Endpunkt einer Strecke von Atschinsk, die ursprünglich 1916 und nach Zerstörungen im Russischen Bürgerkrieg endgültig 1923 in Betrieb ging) entstand ab den 1920er-Jahren eine neue Siedlung, und die gesamte Ortschaft wurde 1925 in Chakassk (Хакасск) umbenannt. 1931 erhielt der Ort das Stadtrecht und seinen heutigen Namen Abakan. Trotz der etwa 100-jährigen Unterbrechung der Besiedlung nach 1675 gilt dieses Jahr als Gründungsjahr der Stadt.
Von 1943 bis 1953 waren in der Umgebung verschiedene Gulag-Straflager eingerichtet. Sie dienten hauptsächlich dem Abbau von Kohle und Gold, dem Bau eines erdölverarbeitenden Kombinates sowie der Holzgewinnung.

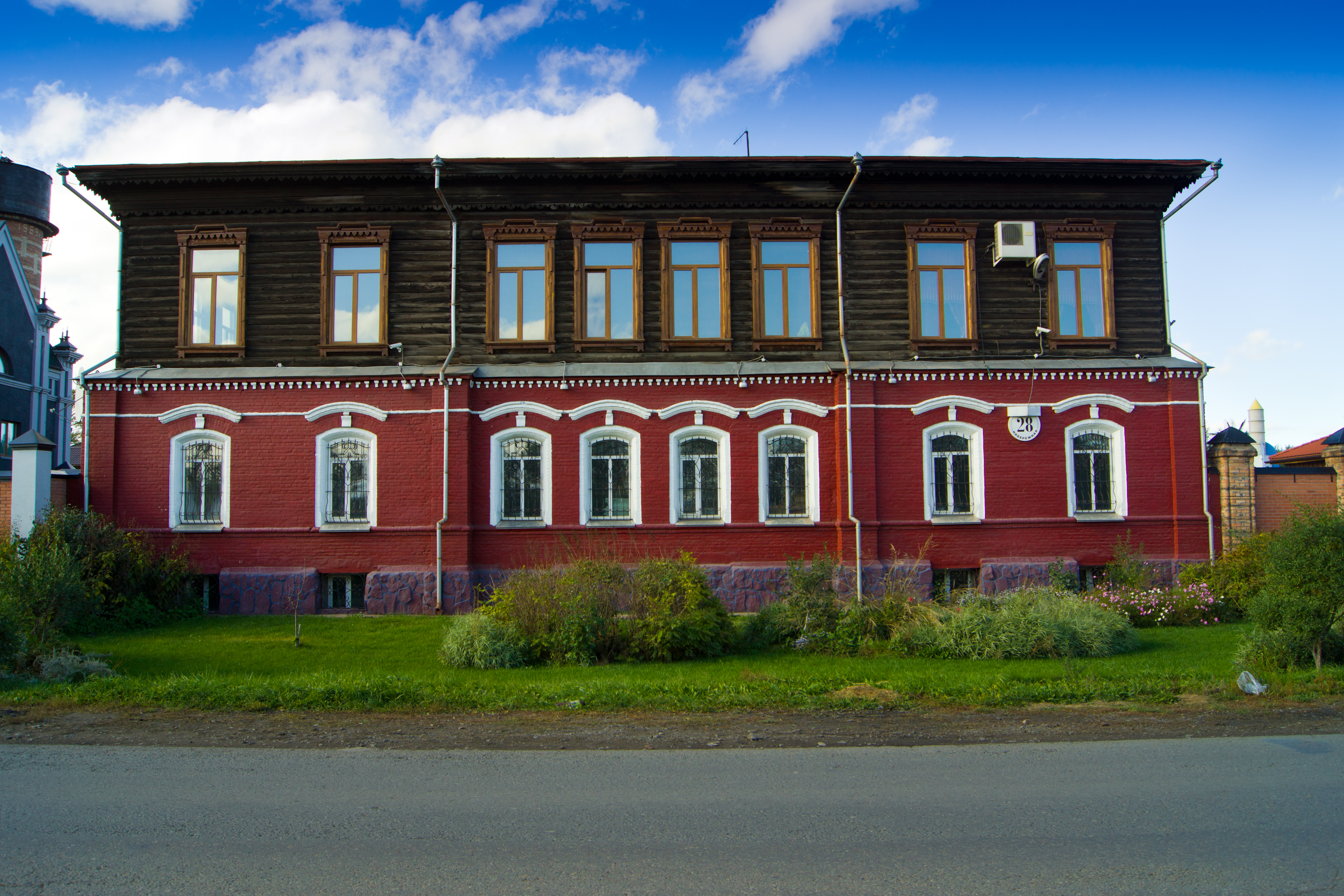
Wohnhaus im alten Abakan
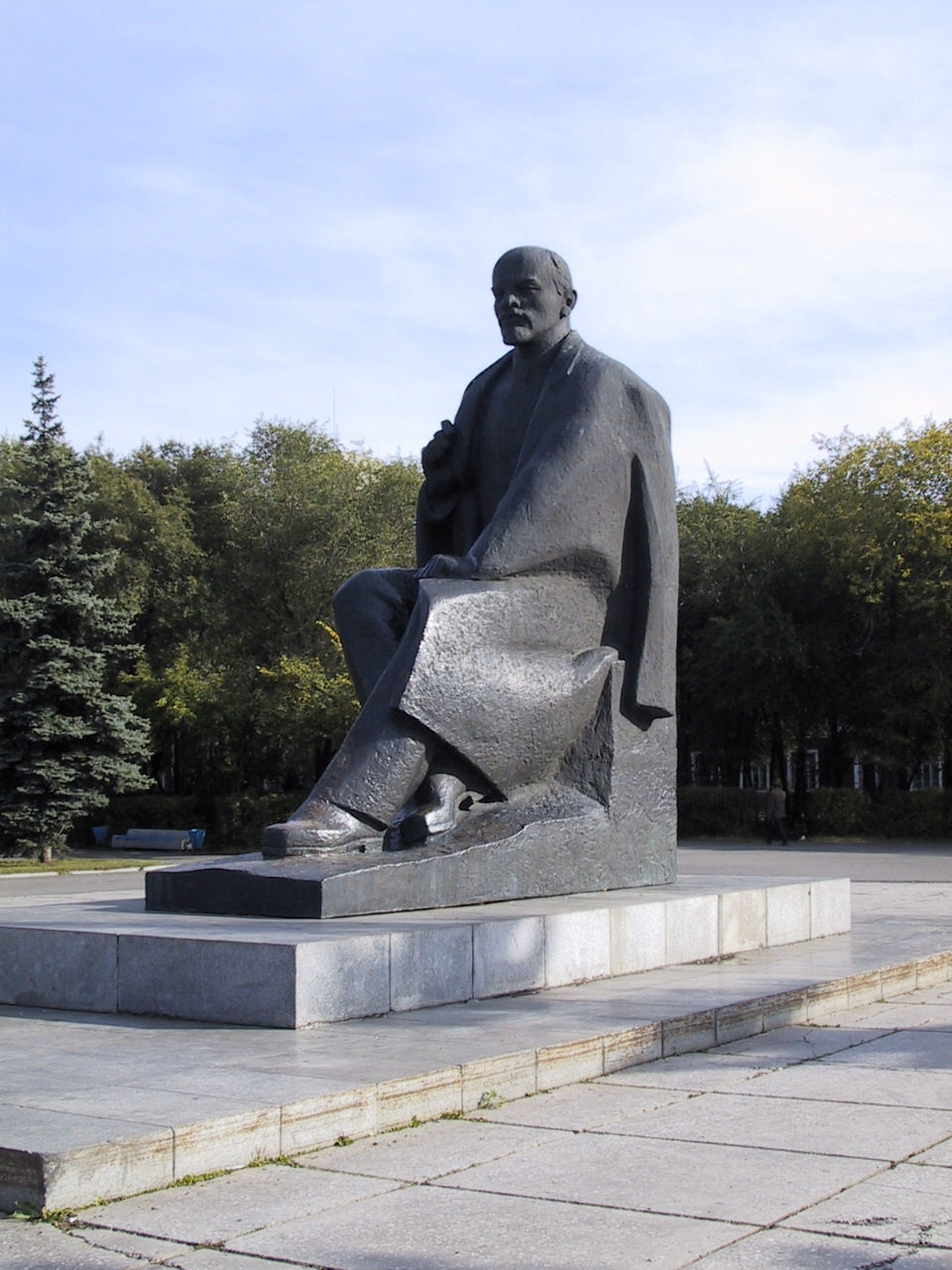
Lenindenkmal
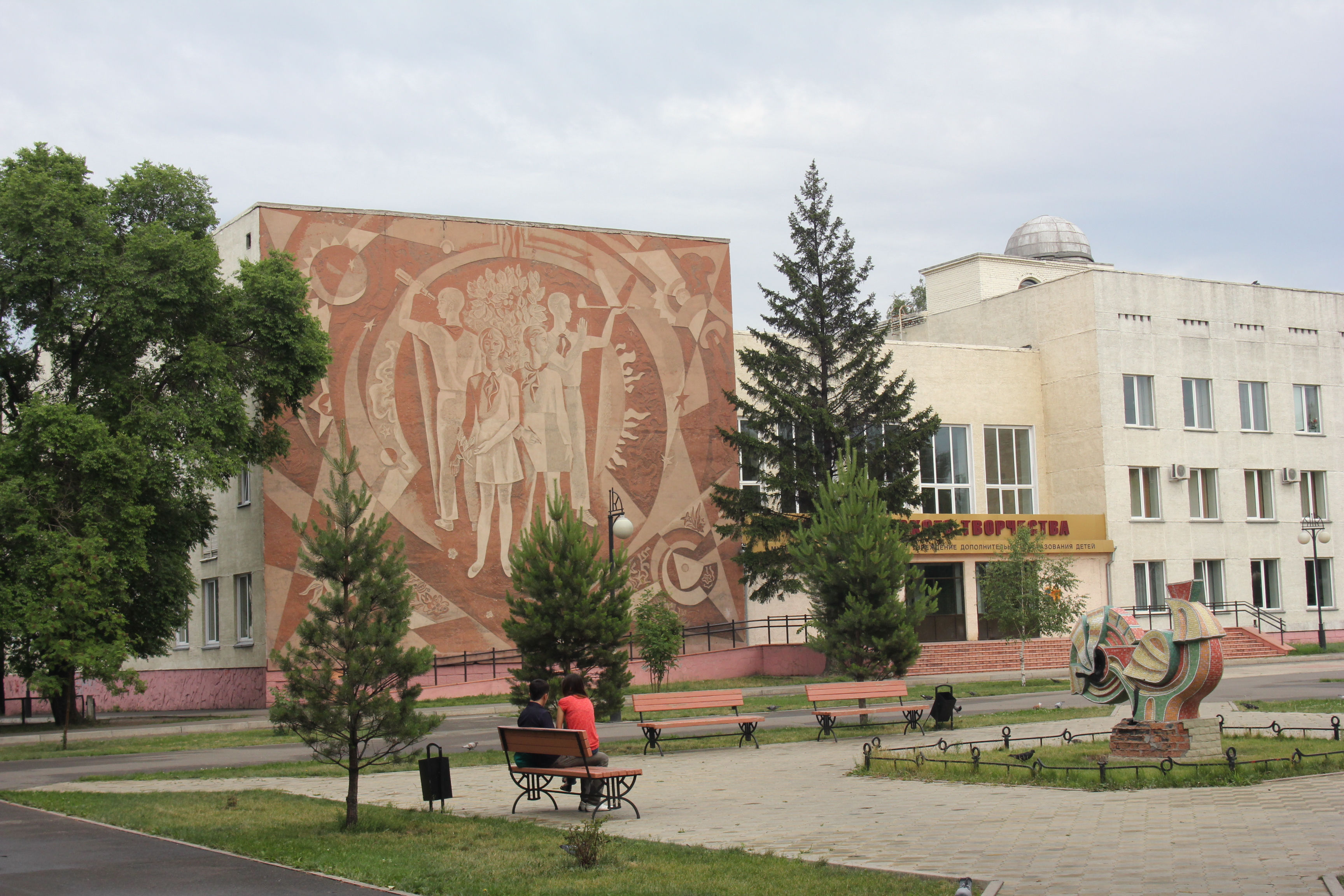
Ehemaliger Pionierpalast
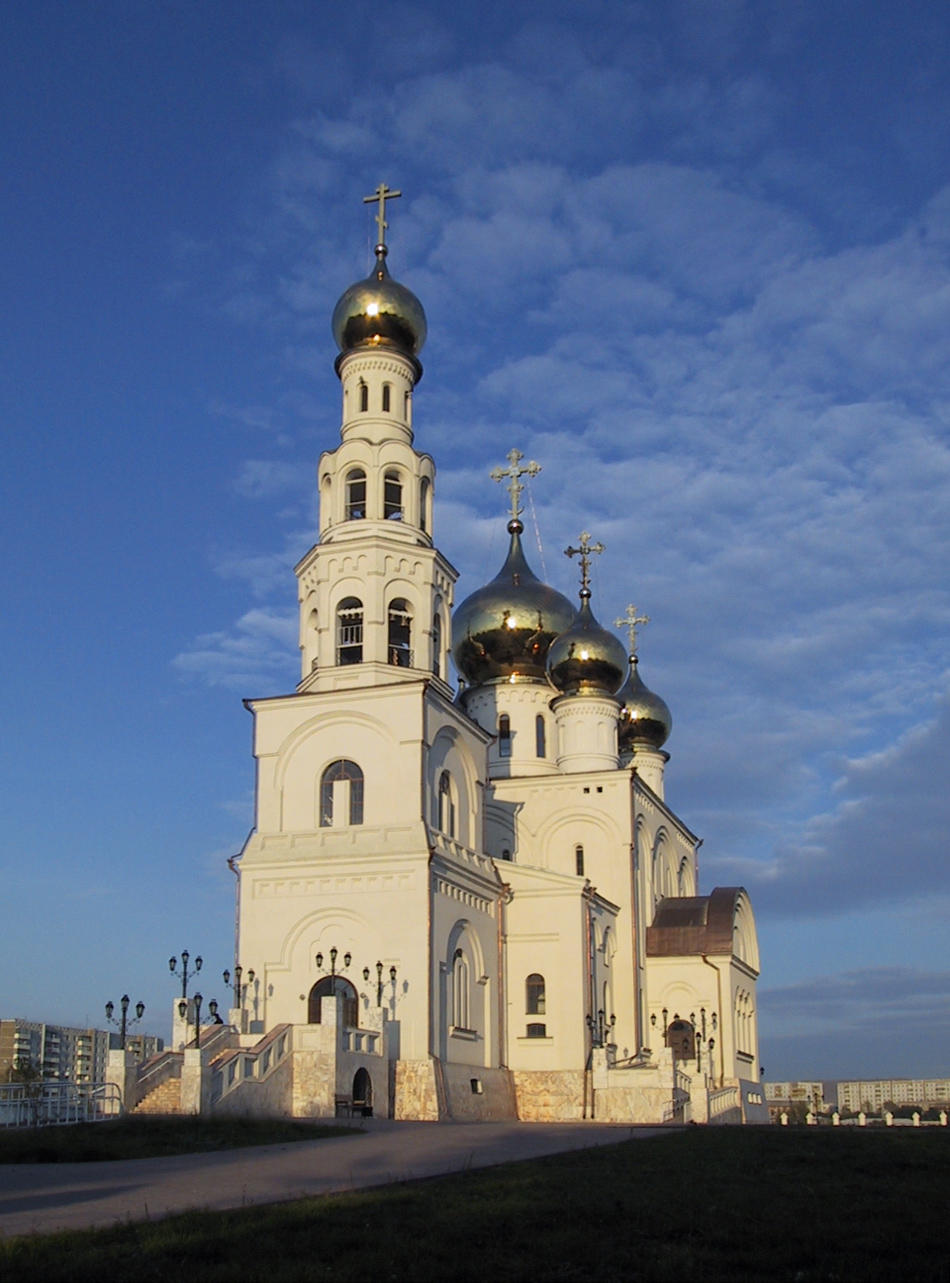
Christi-Verklärungs-Kathedrale

### Bevölkerungsentwicklung
| Jahr | Einwohner |
| ---- | --------- |
| 1939 | 36.652    |
| 1959 | 56.416    |
| 1970 | 90.136    |
| 1979 | 128.311   |
| 1989 | 154.092   |
| 2002 | 165.197   |
| 2010 | 165.214   |

Anmerkung: Volkszählungsdaten

### Kriminalität
Abakan ist die Stadt mit den meisten Vergewaltigungen in Russland. Der Gewalt gegen Frauen soll durch Frauentaxis entgegengewirkt werden, die lediglich von Frauen gefahren und benutzt werden.

## Wirtschaft und Verkehr
Dank nahegelegener Eisenerz- und Steinkohlevorkommen gibt es in Abakan Eisenhüttenindustrie, ferner Maschinenbau, Holz verarbeitende und Nahrungsmittelindustrie. Gemeinsam mit Tschernogorsk und Minussinsk bildet Abakan eine Industrieagglomeration mit starker Umweltbelastung, so etwa Luftverschmutzung. Die Stadt besitzt auch einen Binnenhafen.
Als wichtiger Haltepunkt der Südsibirischen Eisenbahn (in den 1960er Jahren erbaut) hat Abakan Anschluss an das Netz der Krasnojarsker Eisenbahn.
Mit dem nahegelegenen Flughafen Abakan verfügt Abakan auch über einen zivilen Verkehrsflughafen.

## Weiterführende Bildungseinrichtungen
- Chakassische Staatliche Universität benannt nach N. F. Katanow
- Chakassisches Businessinstitut
- Chakassisches Technologisches Institut der Krasnojarsker Staatlichen Technischen Universität

## Sport
Sportliches Aushängeschild der Stadt ist der 1980 gegründete Bandyverein HK Sajany-Chakassija Abakan.

## Söhne und Töchter der Stadt
- Anna Kretschmer (* 1955), russisch-deutsche Slawistin und Hochschullehrerin
- Olga Karlowa (* 1957), Philosophin, Kulturologin und Hochschullehrerin
- Wiktor Oserow (* 1958), Politiker
- Wiktorija Tschebodajewa (* 1983), Sängerin
- Olga Worobjowa (* 1990), Tischtennisspielerin
- Natalja Malyschewa (* 1994), Ringerin